# Trichochrysea transversicollis
Trichochrysea transversicollis es una especie de insecto coleóptero de la familia Chrysomelidae.
Fue descrita científicamente en 1999 por Medvedev & Eroshkina.